# الإنعاش القلبي الرئوي خارج الجسم
الإنعاش القلبي الرئوي خارج الجسم (المعروف باسمECMO )، طريقة الإنعاش القلبي الرئوي (CPR) :
يمر دم المريض من خلال الجهاز في عملية لأكسجة إمدادات الدم. باستخدام جهاز الأكسجين الغشاء الخارجي المحمول (ECMO) كمساعد للإنعاش القلبي الرئوي القياسي CPR. أما المريض الذي يعتبر في حالة السكتة القلبية و بحاجة للإنعاش القلبي الرئوي يقوم بالقسطرة عن طريق الجلد من خلال إدخالها عبر الوريد الفخذي والشريان. من الناحية النظرية، يتم تطبيق ECPR الذي يسمح بعودة التروية الدماغية بطريقة أكثر استدامة من الضغط الخارجي وحده. من خلال إرفاق جهاز ECMO بشخص خضع بشكل حاد لإنهيار القلب والأوعية الدموية، يمكن للممارسين الحفاظ على التروية في الأعضاء النهائية مع تقييم الانعكاس المحتمل للأمراض السببية، بهدف تحسين البقاء على قيد الحياة على المدى الطويل والنتائج العصبية.

## مفهوم
على نهج مفهوم المجازة القلبية الرئوية الاختيارية، المستخدمة في جراحة القلب المفتوح، يمكن الحفاظ على الأوكسجين والتروية مع جهاز ECMO في المرضى الذين يخضعون لانهيار القلب والأوعية الدموية. في وضع السكتة القلبية، ECPR ينطوي على ذلك الإزالة عن طريق الجلد من الوريد الفخذي والشريان، تليها تنشيط الجهاز، الذي يحافظ في وقت لاحق على الدورة الدموية حتى يتم الشفاء بطريقة كاملة ومتناسبة.
النظرية وراء هذا النهج، هو أن استعادة اصطناعية من الأوكسجين، وهذا التسريب في نهاية الجهاز يسمح للأطباء في علاج المزيد للتخفيف من الأمراض وعكسها وتسهم في السكتة القلبية والصدمة الانكسارية. وقد تم توثيق ذلك جيدًا، لأن احتمال عودة الدورة الدموية العفوية والخروج من المستشفى في نهاية المطاف، بعد عشر دقائق من الإنعاش القلبي الرئوي ينخفض بشكل كبير. بمجرد إنشاء الدورة الدموية، يمكن نقل المريض للقيام بالمزيد من أجل التحقيق والتدخل إلى مرافق مثل مختبر قسطرة القلب ووحدة العناية المركزة.
تختلف أنظمة دعم الحياة خارج الجسم(ECLS) إلى التقليدية، القائمة على المسرح، وآلات الالتفافية القلبية من حيث أنها محمولة وتستخدم الوصول عن طريق الجلد بدلاً من القسطرة التي يتم إدخالها جراحياً في العمليات من خلال الصدر المفتوح، يدخل المدخل الأول إلى الوريد الفخذي في الفخذ ويتم تمديده بشكل متفوق إلى الأذين الأيمن.، ثم يدخل الخط الثاني الشريان الفخذي ipsilateral أو contralateral، وتقدم إلى الشريان الأبهر البعيد حتى تتم إزالة الدم المنزوع من الأكسجين من الأذين الأيمن قبل ضخه من خلال جهاز ECLS حيث يتم أكسسجة وإعادته كتدفق رجعي إلى الأبهر البعيد.

### إعداد ECMO
اعتمادًا على مؤشر الأكسجين الغشائي خارج الجسم، ويظهر اثنين من عمليات الإعداد المشتركة. والشرايين أو VA، وveno-venous أو VV. في بعض الحالات يمكن من خلالها نقل الإعداد الأولى إلى إعداد مختلط.

## دور ECPR
يُنظر إلى ECPR إلى حد كبير على أنه علاج إنقاذ، والذي يتم البدء من خلاله الاهتمام بالمرضى الذين يعانون من سكتة قلبية أو صدمة دموية عميقة، والذين استخدم لهم جميع العلاجات التقليدية وأصبح الموت قريبًا ووشيكًا. و يستند هذا على التأكيد على أن التطبيق السريع للECPR يمكنه أن يدعم لو لفترة محدودة المرضى الذين يعانون من انهيار القلب والأوعية الدموية، في حين يسمح بتقييم الخيارات المحتملة لتحقيق أقصى قدر من البقاء على قيد الحياة على المدى الطويل. إن جمعية القلب الأمريكية يعتقد بحذر أنه في الإعدادات التي من ذوي الخبرة ويمكن الوصول إلى خدمة ECPR لأنها أصبحت متوفرة ومتاحة بشكل سهل، حتى يتم تحقيق الفائدة. وتصف المبادئ التوجيهية ذلك بالإبلاغ بأن المريض كان ينبغي أن يكون لديه فترة قصيرة فقط دون تدفق الدم وأن الحالة التي تؤدي إلى الاعتقال تكون قابلة للانعكاس أي انخفاض حرارة الجسم أو التسمم أو القصور التاجي الحاد.

### مؤشرات
واحدة من المواضيع الأكثر إثارة للجدل المرتبطة ECPR وقد تم اعتبار هذا العامل أيضًا كمساهم رئيسي في الإرباك في العديد من دراسات المراقبة التي أجريت لتقييم جدوى وتناسب ECPR.
Edecmo.org يوفر معايير بسيطة من ثلاث خطوات لاختيار المرضى عندما يتعلق الأمر بـ ECPR. وهذا يشمل:
1- وكان المريض بصحة جيدة عموماً قبل إلقاء القبض عليه. وهذا يتطلب تقييمًا عالميًا سريعًا وشاملًا من قبل طبيب الرعاية الحرجة من ذوي الخبرة.
2- الأهداف العامة للعلاج هي العلاجية.
3- يعتقد أن علم الأمراض المسببة للسكتة القلبية يمكن عكسها بتدخل طبي أو جراحي متاح.
توفر إرشادات ECPR التي تنتجها Alfred Health سلسلة أكثر تفصيلاً من المؤشرات التي تأخذ في الاعتبار المؤشرات المحددة لكل من السكتة القلبية خارج المستشفى (OOHCA) والسكتة القلبية داخل المستشفى (IHCA). . - لاحظ أن ما يلي خاص بالموقع المذكور أعلاه ويتم توفيره فقط كمثال لإرشادات المؤسسة.

### السكتة القلبية خارج المستشفى
المرضى الذين يقعون في قسم الحوادث والطوارئ المجهز بشكل مناسب مع السكتة القلبية خارج المستشفى والتي تكون مقاومة للعلاج القياسي المتقدم لدعم الحياة القلبية و ( (ACLS: • يستوفي المريض جميع المعايير التالية:
1- من المرجح أن تكون السكتة القلبية سببًا رئيسيًا في القلب أو الجهاز التنفسي.
2-وقد شهد السكتة القلبية كل من المارة أو المسعفين.
3- بدأ ضغط الصدر في غضون 10 دقائق.
4- كانت مدة السكتة القلبية (الانهيار حتى الوصول إلى E&TC [غامضة]) أقل من 60 دقيقة.
5- يتراوح عمر المريض بين 12-70 سنة.
6- لا توجد أمراض مصاحبة رئيسية تمنع العودة إلى العيش المستقل.
• يعاني المريض من انخفاض شديد في درجة حرارة الجسم (<32 درجة مئوية) بسبب التعرض العرضي.
• أخذ المريض جرعة زائدة كبيرة من مخدراتVaso، مثل ((i.e. Beta-Blocker, tricyclic acid, وما إلى ذلك).
• أي سبب آخر يحتمل أن يكون فيه عكس السكتة القلبية إذا كان من الممكن توفير الدورة الدموية الاصطناعية.

### السكتة القلبية داخل المستشفى
المرضى الذين يعانون من السكتة القلبية في المستشفى، وهو ما يقاوم العلاج القياسي والمتقدم لدعم الحياة القلبي (ACLS) والذين قد يكون السبب فيه قابلاً للعكس، مثل:
•	المريض الذي يُشتبه في وجود متلازمة الشريان التاجي الحادة الذي يُقبض عليه في E&TC [غامض] ولا يستجيب للـ ACLS القياسي ومن المحتمل أن يكون السبب قابلاً للعكس مع العلاج في مختبر القسطرة القلبية.
•	المريض في مختبر القسطرة القلبية يخضع لتصوير الأوعية التاجية الذي يعاني من سكتة قلبية ولا يستجيب على الفور إلى ACLS القياسي.
•	مريض مصاب بالانسداد الرئوي الضخم.
•	أي سبب آخر حيث من المرجح أن يكون هناك عكس الشرط الأساسي إذا كان يمكن توفير دوران اصطناعي.

### موانع الاستعمال
لم يتم وضع قائمة دقيقة لموانع الاستعمال، من خلال العديد من الدراسات والمبادئ التوجيهية قامت بتعديل مجموعة من الظروف التي يكون فيها استخدام ECPR غير مناسب.
•	اضطراب عصبي حاد قبل المرض بما في ذلك السكتة الدماغية والخرف وإصابات الدماغ الرضية.
•	الصدمة التي يعتقد أنها ثانوية للإنتان أو النزيف.
•	لم تبدأ عمليات ضغط الصدر في غضون 10 دقائق من بدء السكتة القلبية.
•	إجمالي وقت الاعتقال أكبر من 60 دقيقة
•	وجود أمر صالح «ليس من أجل الإنعاش».
•	لا يوجد احتمال واقعي لعكس أمراض القلب أو الجهاز التنفسي الكامنة.
•	السن المتقدمة يمنع قبول وحدة العناية المركزة الموسعة التي تتطلب دعمًا ميكانيكيًا.
•	لا يوجد فريق عمل مدرب أو مجهز بشكل ملائم لبدء مبادرة ECPR.

### مضاعفات ECPR
إن تطبيق ECMO في أي ظرف من الظروف صعبة وصعبة من الناحية التقنية. و من المحتمل أن تتفاقم المخاطر المرتبطة بالعملية الأولية لربط المريض بجهاز دعم الحياة خارج الجسم بسبب الطبيعة الناشئة لـ ECMO CPR .
ذكرت أربع دراسات ملاحظة حديثة حدوث مضاعفات في حوالي ربع المرضى. تضمنت الدراسات مضاعفات التطبيق الأولي ومن البقاء على دائرة الأكسجين خارج الجسم. تضمنت المضاعفات ما يلي:
•	نقص تروية الساق.
•	نزيف
•	التهاب رئوي
•	الإنتان
•	إصابة الكلى الحاد
•	مناطق الضغط

## محددات
والاتجاه الحالي لزيادة استخدام استعراض سياسات التعاون بشأن الأزمات أمر واعد للغاية. ومع ذلك فإن مجموعة البحوث المتاحة من فعالية محدودة، مع عدد من الدراسات المراقبة بأثر رجعي ودراسات الضوابط الحالة المحتملة التي توفر الأساس للأدلة ECPR الحديثة. نظرًا لطبيعة ECPR فإن تطبيقات تجربة التحكم العشوائي غير ممكنة إلى حد كبير، وبالتالي حدت من جودة البيانات المتاحة. وعلاوة على ذلك، فيما يتعلق باللوجستيات، فإن الشروع في ECPR هو إجراء متخصص للغاية وهو كثيف الموارد والمهارة. وعلى هذا النحو هذه المراكز وصيانتها أمر مكلف، ولذلك فقد حدث حصراً في مراكز التعليم العالي التي توجد فيها خدمة راسخة من المنظمة .

## ECPR في طب الأطفال
على مدى العقدين الماضيين تم استخدام ECPR على مجموعات من الأطفال ، لتحقيق تأثير جيد. وتفيد البيانات التي جُمعت خلال الفترة نفسها عن معدل وفيات الأطفال وانتقالهم من الحياة  للموت بنسبة 40 بالمائة. فإن مؤشر ECPR يرجع في المقام الأول إلى انهيار القلب، وغالبا ما يرتبط بالأمراض الخلقية. يتشابه الحال مع البالغين فلا يشار إلى ECMO فقط إذا كان عكس علم الأمراض على سبيل المثال فإن زرع القلب ممكنًا . عندما يتعلق الأمر بالنظر في انسحاب ECMO ، على عكس السكان البالغين ، يتم تشجيع الآباء على اتخاذ القرار النهائي بتوجيه من الأطباء المعالجين القيد المرتبط بـ ECPR من السكان البالغين ، بما في ذلك نقص الأدلة وكثافة الموارد والحاجة إلى خدمة ECPR راسخة ومتمرسة.